# Johanne Wienholt
Johanne Wienholt (* 1761 in Hamburg; † 3. Mai 1818 in Bremen) war Mitgründerin des religiösen Lavater-Kreises in Bremen.

## Leben
Wienholt war die Tochter des Juristen Johann Gottfried Misler (1720–1789) und dessen Frau Maria (1734–1777). Sie hatte zehn Geschwister, darunter den Theologen Johann Gottfried Misler (1679–1748).
Sie heiratete 1780 den Bremer Arzt und Stadtphysicus (ab 1777) Arnold Wienholt. Beide hatten fünf Kinder, darunter Marianne (1786–1856), die Mutter des Orientalisten Johann Gustav Gildemeister (1812–1890). Die Familie wohnte am Unser Lieben Frauen Kirchhof zentral in Bremen. 1804 zog sie als Witwe zum Ansgarikirchhof um.
Johann Caspar Lavater wurde 1786 von der St.- Ansgarii-Kirche berufen, blieb aber Pfarrer in Zürich. Er besuchte Bremen, begeisterte die Wienholts für den „animalischen Magnetismus“, eine der Hypnose verwandte Behandlungsweise. Es bildete sich durch die beiden Wienholts in Bremen ein Lavater-Kreis, unterstützt von anderen Frauen des Bürgertums (u. a. Sophie Kulenkamp, Meinerzhagen, Meta Post), welche die religiöse Interpretation der Idee eines auf subjektive Erfahrung des Transzendenten abzielenden Christentums unterstützten. 1802 veröffentlichte Wienholt in zwei Bänden sein Hauptwerk Die Heilkraft des thierischen Magnetismus nach eigenen Erfahrungen anhand von 50 Krankengeschichten.
Nach dem Tod ihres Mannes veröffentlichte Johanne Wienholt 1805 einen biographischen Aufsatz mit einer Beschreibung der Charakterzüge ihres Mannes in der Schrift Arnold Wienholts Bildungsgeschichte als Mensch, Arzt und Christ im Verlag Seyffert, Bremen.
Von Johanne Wienholt gibt es ein Ölgemälde (1789) von Jacob Fehrmann im Focke-Museum Bremen.

## Schriften
- Henrich Nicolaus Achelis (Hrsg.), Johanne Wienholt: Dr. A. Wienholt's Bildungsgeschichte als Mensch, Arzt und Christ. Zum Theil von ihm selbst geschrieben. Seyffert, 1805 (Digitalisat)